# Natalia Santiago
Natalia Santiago (Buenos Aires, 15 de febrero de 1983) es una actriz de cine, teatro y televisión argentina.
Durante la primaria y secundaria incursionó en el mundo del arte en el Instituto Vocacional de Arte en donde descubrió que su camino sería la actuación. Luego se formó  con Augusto Fernandes, Javier Daulte, Alejandro Catalán, Guillermo Cacacce, Paco Redondo, Diego Cazabat y Enrique Federman. Junto a Bernardo Sabioni y Victor Malagrino realizó seminarios de improvisación. Con Marcelo Savignone estudió máscara Neutra, Bufón, Melodrama, Tragedia, Chejov, Máscara Balinesa y Commedia dell arte. Realizó seminarios de actuación frente a cámara con Eugenia Levin y Norma Angeleri y estudió clown junto a Marcelo Katz.
Ha incursionado en diversas técnicas de entrenamiento corporal como el Yoga y estudiado danzas Afro-Cubanas y danzas-Coreografías, además de entrenar junto a Ana Frenkel y estudiar canto con Gabriel Yamil y Luciano Bassi.
Además se recibió de la carrera de Ciencias de la Comunicación en la Universidad de Buenos Aires, y de la carrera de Técnico superior en Radio y Creatividad radiofónica en  la Escuela de radio ETER.

## Trabajos

### Televisión
- Amar después de amar, (Psicopedagoga de Mía, Telefe, 2017)
- Por amarte así (ENDEMOL 2016)
- Educando a Nina (Underground, cap 54)
- Animadores (cda, personaje Julieta, 2015. canal 7, 2017)
- Señores Papis, (Telefé, 2014)
- Violetta 2, (personaje Magdalena, Disney, 2013)
- Valientes (Canal 13, 2009) -
- Caín y Abel (Telefe, 2010) -
- Para vestir santos (Canal 13, 2010) -
- Recordando el show de Alejandro Molina (Canal Encuentro, 2010) -
- Alucinante (TV Pública, 2011) -
- Edén (Canal 10, 2011) -
- Sr. y Sra. Camas (TV Pública, 2011) -
- Herederos de una venganza (Canal 13, 2011) -
- Daños colaterales (Canal 13, 2012) -
- Animadores (personaje Julieta, TV Pública)
- Monzón (personaje Sonia, Spacelatam y Netflix)

### Cine
- 2006 - Fraternalmente, Dir. Javier Gorleri
- 2007 - Básicamente un pozo, Dir. Grupo Humus
- 2008 - TL-2 la felicidad es una leyenda urbana, Dir. Tetsuo Lumiere
- 2009 - Composición para goteras en lluvia sostenida, Dir. Grupo Humus
- 2009 - Walinfredo Kowakatsi, Dir. Ismael Naim
- 2009 - Río perdido, Dir. Ismael Naim
- 2010 - La segunda muerte, Dir. Santiago F. Calvete
- 2011 - La corporación, Dir. Fabián Forte
- 2012 - La máquina que escupe monstruos y la chica de mis sueños, Dir. Diego Labat & Agustín Ross Beraldi
- 2012 - Tiempos menos modernos, Dir. Simón Franco
- 2012 - Días de vinilo, Dir: Gabriel Nesci
- 2013 - Tesis sobre un homicidio, Dir: Hernán Goldfrid
- 2017 - El fútbol o yo, Dir: Marcos Carnevale.[4]

### Web
- 2010 - La pareja del mundial, Dir. Maxi Gutiérrez
- 2013 - Vera Blum, Dir. Maxi Gutiérrez

## Teatro
- 2003 - Yerma, Dir. Paco Redondo
- 2004 - DI, Dir. Paco Redondo
- 2006 - Payasos en su ruta, Dir. Paco Redondo
- 2007 - Alicia, un país de maravillas, Dir. Héctor Presa
- 2008 - Aguas, un delirio acuático clownesco, Dir. Marcelo Katz
- 2009/10 - El deseado, Dir. Marcelo Savignone
- 2010 - Del ropero al closet, Dir. Manuel Iedvabny
- 2011 - Hoy sólo somos, Dir. Paula Carruega
- 2013 - Un marido ideal, Dir: Eduardo Lamoglia.
- 2014 - Después de nosotros, Dir: Julieta Abriola.
- 2014 - Las de enfrente, Dir: Roberto Castro.
- 2016/17 - Dulce Carolina, Dir: Azamor-Villa. Nunteatrobar.
- 2016- Semejantes, Dir: Emiliano Dionisi, AAA.
- 2017 El mal de la colina, Dir: Héctor Levy-Daniel
- 2017 Dominatrix, Dir: Ernesto Kullock /microteatro  por sexo
- 2018 Shhh!, Dir: Luciano Villa/ microteatro por tus miedos
- 2018 Mar Chiquita, Dir: Emiliano Dionisi/ microteatro por las vacaciones
- 2019 Óxido, Dir: Gonzalo de Otaola/Espacio Callejón
- 2019 Linda, Dir: Juan José Barocelli y Leo Azamor /microteatro por amor
- 2019 Apestan, Dir: Juan José Barocelli y Leo Azamor/ microteatro